# Maria Mantur
Maria Mantur z domu Gładysz (ur. 8 września 1951 w Słochach Annopolskich) – profesor nauk medycznych, diagnosta laboratoryjny.

## Życiorys
Uczęszczała do szkoły podstawowej w Słochach Annopolskich. W 1969 ukończyła Liceum Ogólnokształcące w Siemiatyczach, po czym rozpoczęła studia na Uniwersytecie Mikołaja Kopernika w Toruniu na kierunku biologia. W 1980 rozpoczęła pracę w Instytucie Diagnostyki Laboratoryjnej Akademii Medycznej w Białymstoku na stanowisku asystenta. W 1984 pod kierunkiem doc. dr hab. Niny Wołosowicz z Zakładu Laboratoryjnej Diagnostyki Klinicznej obroniła pracę doktorską „Podstawy metodyczne aktywności fagocytarnej płytek krwi” uzyskując stopień naukowy doktora nauk medycznych. W 2003 na podstawie osiągnięć naukowych i złożonej rozprawy „Ekspresja wybranych receptorów powierzchniowych płytek krwi w pierwotnym raku nerki” otrzymała stopień naukowy doktora habilitowanego nauk medycznych. W 2013 uzyskała tytuł profesora nauk medycznych. Posiada specjalizację z analityki klinicznej.
Pracowała jako nauczyciel akademicki w Zakładzie Laboratoryjnej Diagnostyki Klinicznej Uniwersytetu Medycznego w Białymstoku, Niepaństwowej Wyższej Szkole Pedagogicznej w Białymstoku, Katedrze Pielęgniarstwa Państwowej Wyższej Szkoły Zawodowej w Giżycku oraz w Wyższej Szkole Medycznej w Białymstoku. Przewodnicząca Sądu Koleżeńskiego oddziału białostockiego Polskiego Towarzystwa Diagnostyki Laboratoryjnej.